# Hoa Nhị phu nhân
Hoa Nhị Phu nhân (chữ Hán: 花蕊夫人; ? - 976), còn gọi Từ Tuệ phi (徐慧妃), là một phi tần rất được sủng ái của Hậu Thục Hậu chủ Mạnh Sưởng, vị quân chủ cuối cùng của Hậu Thục thời kì Ngũ Đại Thập Quốc trong lịch sử Trung Quốc.
Nổi tiếng với nhan sắc diễm lệ đặc biệt và tài năng về thi ca, nàng là một tài nữ trứ danh thời kì Ngũ Đại Thập Quốc chuyên làm về từ, nàng để lại tập Hoa Nhị Phu nhân cung từ (花蕊夫人宮詞) được đánh giá cao trong thể loại văn thơ ca từ, ngoài ra Thật quốc vong thi (述國亡詩) là bài thơ do nàng sáng tác.
Nàng cùng Trác Văn Quân, Tiết Đào và Hoàng Nga được xưng tụng là Thục trung Tứ đại tài nữ (蜀中四大才女).

## Tiểu sử

### Đệ nhất sủng phi
Hoa Nhị Phu nhân họ Từ (徐氏), người Thanh Thành (青城; nay là Giang Đô Yến, Thành Đô), cha là Từ Quốc Chương (徐國璋). Sau khi sủng phi Trương Thái Hoa (張太華) qua đời, Thục chủ Mạnh Sưởng hay buồn bực, Từ Quốc Chương nhân đó dâng con gái vào cung làm phi tần. Nhan sắc diễm lệ lạ thường, lại thêm tài năng về văn chương ăn nói đã khiến Từ thị nhanh chóng trở thành tân sủng của Mạnh Sưởng.
Tương truyền, Từ thị rất thích hoa phù dung và mẫu đơn, vì thế Mạnh Sưởng lệnh cho quan viên và dân chúng trồng rất nhiều hai loại hoa này tại Thành Đô, lại nói: "Mẫu đơn là loài hoa đứng đầu ở Lạc Dương, từ nay về sau mẫu đơn của Thành Đô sẽ đứng đầu thiên hạ hơn cả Lạc Dương", từ đó Thành Đô còn được gọi là Phù Dung thành (芙蓉城). Ngoài ra, mạnh Sưởng còn nói: "Hoa đẹp không chỉ vì màu sắc, mà còn hương thơm từ nhụy", do đó đặt hiệu cho Từ thị là Hoa Nhị Phu nhân. Do bà còn rất tinh thông văn chương, tài trí hơn người nên Mạnh Sưởng ban tước vị Tuệ phi (慧妃).
Khi Mạnh Sưởng nhàm chán sơn hào hải vị, Hoa Nhị Phu nhân bèn nảy ra ý, dùng đầu dê toàn trắng nấu với gừng đỏ, nhanh chóng xoay trở dùng đá lăn ép, ngâm rượu, khiến rượu ngấm vào xương. Sau cùng, thái mỏng như tờ giấy, dâng lên, mùi vị vô cùng đậm đà, về sau gọi là Phi dương thủ (绯羊首) hay Tửu cốt tao (酒骨糟). Mỗi đầu tháng, Mạnh Sưởng đều thích ăn chay, đặc biệt là củ mài, Hoa Nhị Phu nhân cho người đem củ mài xắt lát, trộn với bột sen, thêm ngũ vị hương, hương thơm đập vào mũi, vị bùi và giòn, màu trắng như bạc, trông như mặt trăng, nên bánh đó được gọi là Nguyệt nhất bàn (月一盘).
Mạnh Sưởng còn cho xây Thủy Tinh cung (水晶宫) rất công phu và nguy nga tráng lệ trên bờ sông và ao, dùng các loại gỗ hương làm cột trụ, trên cửa lắp đầu san hô và ngọc bích, bốn phía vách tường không dùng gạch mà nạm lưu ly, khung cảnh yêu mị diễm lệ. Từ đó về sau hễ mùa hè đến, Mạnh Sưởng cùng Hoa Nhị Phu nhân hoan lạc tại đó.

### Vong quốc
Năm Quảng Chính thứ 30 (965) triều Hậu Thục, Tống Thái Tổ Triệu Khuông Dận sai Tấn vương Triệu Quang Nghĩa đến đánh Thục, Mạnh Sưởng đầu hàng nhanh chóng, y chuẩn cho Mạnh Sưởng cùng toàn gia dời đến Biện Kinh. Cùng năm đó Mạnh Sưởng đột ngột qua đời.
Truyền thuyết nói rằng, Tấn vương Quang Nghĩa vốn thèm thuồng Hoa Nhị Phu nhân đã lâu; liền nghĩ cách mời Mạnh Sưởng đến chỗ mình dự tiệc, rồi đánh thuốc độc giết đi. Tuy nhiên, Hoa Nhị Phu nhân lại được nạp vào hậu cung của Tống Thái Tổ. Truyền thuyết kể rằng, sau khi Mạnh Sưởng chết, Từ thị sau đó bị ép thành cung phi của Tống Thái Tổ, rất được ông ta sủng ái. Dẫu vậy, Từ thị chỉ hay thương nhớ đến Mạnh Sưởng, thường làm các bài từ ca oán và hay thuật lại các bài thơ của Mạnh Sưởng khi xưa.
Năm Khai Bảo thứ 9 (976), trong một buổi đi săn cùng Tống Thái Tổ và Tấn vương Quang Nghĩa, Từ thị bị Quang Nghĩa bắn cung trúng và chết tại chỗ. Cùng năm Tống Thái Tổ băng hà, Tấn vương Quang Nghĩa tự lập lên ngôi, tức Tống Thái Tông.

## Thuật quốc vong thi
Khi Tống đánh bại Thục, Thục chủ Mạnh Sưởng đầu hàng, bị bắt rồi chết bệnh 7 ngày sau. Hoa Nhị Phu nhân dâng bài này lên Tống Thái Tổ khi bị đưa về kinh đô đóng ở Biện Kinh.
| 述國亡詩 ... 君王城上豎降旗， 妾在深宮那得知。 十四萬人齊解甲， 寧無一個是男兒。 | Thuật quốc vong thi ... Quân vương thành thượng thụ hàng kỳ, Thiếp tại thâm cung na đắc tri. Thập tứ vạn nhân tề giải giáp, Ninh vô nhất cá thị nam nhi. | Thơ kể chuyện mất nước ... Trên thành cao chúa công trương cờ trắng Tại hậu cung thiếp chẳng biết chi Mười bốn vạn binh cởi tung giáp sắt Chẳng một ai xứng đáng mặt nam nhi. |